# Ada Nilsson

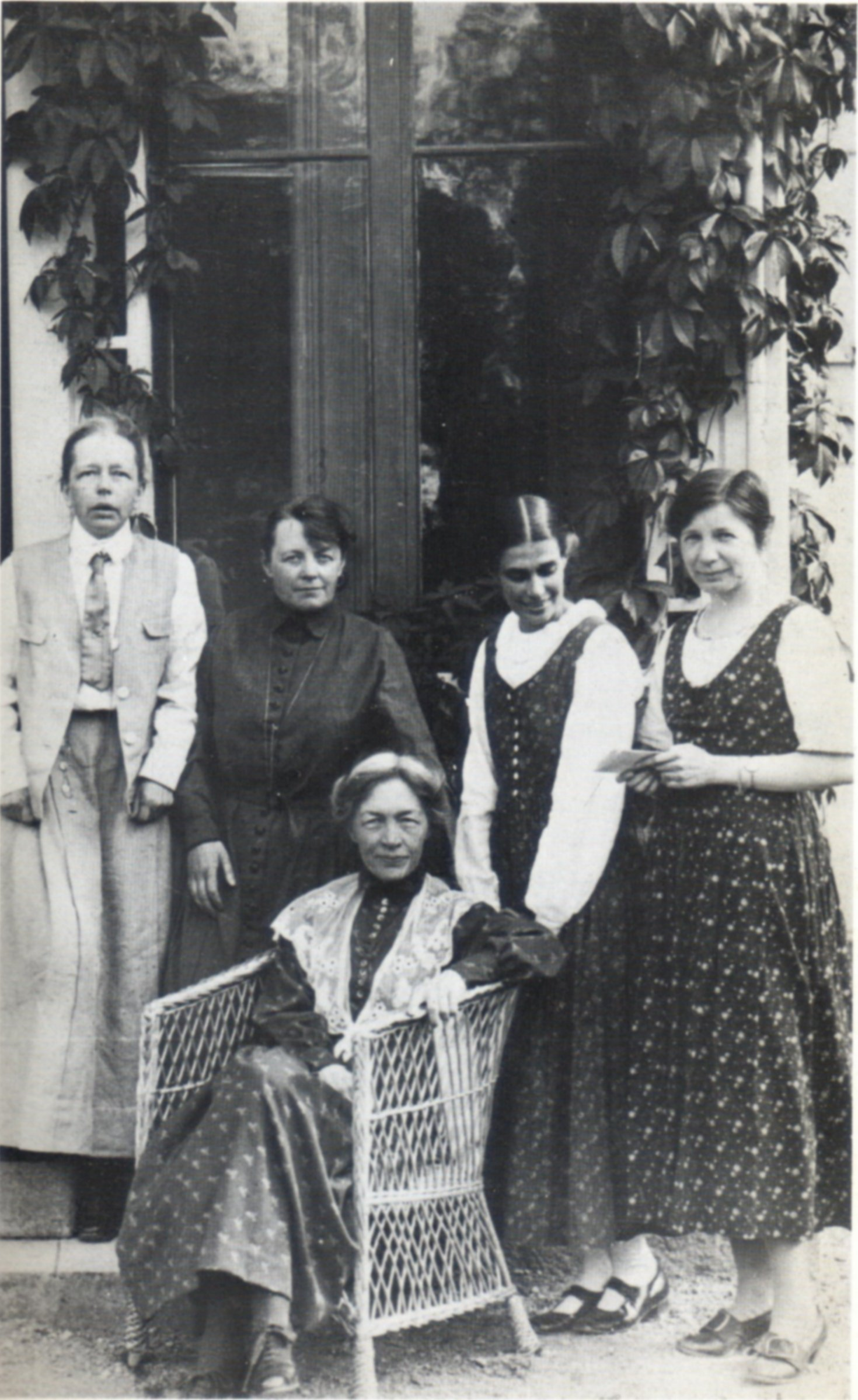
Fogelstadgruppen med stående från vänster: Elisabeth Tamm, Ada Nilsson, Honorine Hermelin och Elin Wägner. Sittande: Kerstin Hesselgren.

Ada Konstantia Nilsson, född 21 september 1872 på Toarps säteri, Södra Säms socken i Älvsborgs län, död 23 maj 1964 på Fogelstad i Julita socken, var en svensk läkare och en förgrundsgestalt i den tidiga svenska kvinnorörelsen.

## Biografi
Ada Nilsson var den yngsta av tre döttrar till lantbrukaren Hans Petter Nilsson och Albertina Juliana Hulander. Hon blev föräldralös när hon var tonåring, men hennes förmyndare tog hand om hennes utbildning och satte henne i Lyceum för flickor i Stockholm, som ansågs som ett progressivt flickläroverk. Efter studentexamen 1891 utbildade hon sig till läkare på Karolinska institutet. Efter läkarexamen blev hon amanuens på Serafimerlasarettets gynekologiska avdelning. Därefter arbetade hon i flera år på Ersta sjukhus.
Ada Nilsson var år 1907 med om att upprätta Kvinnornas diskussionsklubb och 1914 var hon och Julia Kinberg initiativtagarna till Frisinnade kvinnor, vars ordförande hon var 1914–1917.
Så småningom öppnade hon egen praktik på Södermalm i Stockholm. Med sina kunskaper om gynekologi fick hon särskilt ägna sig åt de prostituerade på Södermalm. Detta ledde till ett intresse för sociala frågor och nödvändigheten av sexualupplysning. Från 1910-talet var hon en flitig föredragshållare i ämnet.
Senare flyttade hon sin mottagning till Triewaldsgränd i Gamla stan i Stockholm. När veckotidningen Tidevarvet började ges ut 1923 blev Ada Nilsson ansvarig utgivare och i tidningen skrev hon många artiklar om sexualupplysning. 1924 blev hon ordförande för damidrottsförbundet Svenska kvinnors centralförbund för fysisk kultur (SKCFK), grundad under Kvinnornas idrottsriksdag samma år. I tidningen förespråkade hon användandet av preventivmedel, vilket var olagligt fram till 1938. Hon var också en flitig föredragshållare för Kvinnliga medborgarskolan vid Fogelstad.
Ada Nilsson var bosatt på Triewaldsgränd 2 ovanför Apoteket Engelen. I hemmet höll hon litterär salong med bland andra Albert Engström, Karin Boye och Hasse Z som gäster. Bland sina patienter kunde hon räkna Selma Lagerlöf, Albert Engström och den sovjetiska ambassadören Alexandra Kollontay. 
Ada Nilsson var så god vän med Kollontaj att hon fick förtroende att gömma och bevara hennes privata arkiv - de privata dagböckerna, anteckningarna, manuskripten, den enorma korrespondensen - vilka skulle överlämnas till Moskva först tio år efter hennes död. Det tog ett kvarts sekel efter hennes död innan hennes arkiv öppnades och hennes sanna levnadshistoria kunde berättas. 
Under sina sista år bodde hon fattig hos Honorine Hermelin på Lilla Ulfåsa i Fogelstad. Ada Nilsson har en gata i Fruängen i södra Stockholm uppkallad efter sig.